# ハイロイン
ハイロイン（中: 上瘾）は、2016年の中華人民共和国のネットドラマ。全15回。柴雞蛋（朱文嬌）のネット小説『你丫上癮了？』を原作とし、男子高校生同士の同性愛を題材としている。上癮は中国語で「病みつきになる」、「中毒になる」の意。2016年2月22日、中華人民共和国国家新聞出版広電総局により中国国内での放送が禁止された。未放送であった13回から15回はYouTubeで公開されている。
日本ではアジアドラマチックTVにて放送された。

## あらすじ
白洛因（バイ・ロイン）は幼い頃から父の白漢旗（バイ・ハンチー）と病気の祖母と一緒に暮らしていた。そして彼が十六歳の時、母の姜円（ジエン・ユエン）が軍の高官であり、顧海（グー・ハイ）の父の顧威霆（グー・ウェイティン）と再婚する。
顧海（グー・ハイ）は母を幼い頃に事故で亡くしており、その一件で父を恨んでいた。
白洛因（バイ・ロイン）と顧海（グー・ハイ）は偶然の引き合わせによって、お互いの家庭事情を知らないまま同じ高校でクラスメイトになるのであった。

## キャスト

### 主要人物
白洛因（バイ・ロイン）
演 - 許魏洲
本作の主人公。家は貧しいが、学業優秀。周囲からは因子（インズ）という愛称で呼ばれている。ときに顧海に対し冷たい態度をとるが、内心、顧海のことを非常に気にかけ、思いやっている。
顧海（グー・ハイ）
演 - 黄景瑜
本作の主人公。転校先の高校で白洛因と同じクラスになり、好意を寄せるようになる。白洛因を深く愛する一方、強引で独占欲が強い側面もある。

### その他人物
尤其（ヨー・チー）
演 - 林楓松
高校のクラスメイト。天津出身で高校の寮に暮らしている。音楽が好き。最初は白洛因に密かに恋心を抱いていた。容姿端麗で学校一モテる。鼻炎持ちで頻繁に鼻をかむ。楊猛をよくいじめいている。
楊猛（ヤン・モン）
演 - 陳穏
高校のクラスメイト。白洛因の幼馴染。楊"猛"という逞しい名前に反して容姿は女性的であり、しばし揶揄われることがある。
白漢旗（バイ・ハンチー）
演 - 宋涛
白洛因の父。貧乏だが心の優しい人である。顧海のことを大海（ダーハイ）と呼び、気に入っている。
鄒秀雲（ゾウ・シウユン）
演 - 蘇麗
白家の近所で飲食店を営んでおり、白洛因を我が子のように可愛がっている。白洛因からは鄒嬸（ゾウおばさん）と呼ばれている。孟通天（モン・トンティエン）という小さな息子がいる。夫は数年前から行方不明。
顧威霆（グー・ウェイティン）
演 - 王東
顧海の父。姜円の夫であり、白洛因の義父。軍の高官（少将）。顧海に厳しく接するが父として息子のことを愛している。
姜円（ジエン・ユエン）
演 - 劉暁曄
白洛因の母。白漢旗の元妻。顧威霆の妻。白漢旗とは白洛因が幼い頃に離婚している。白洛因には将来苦労させまいと留学させようとするが、冷たくあしらわれる。
金璐璐（ジン・ルールー）
演 - 婁清
顧海の彼女。顧海が冷たくなり、彼女ができたのでは無いかと疑う。そして、顧海と白洛因の異常な仲の良さを怪しむようになる。
李爍（リー・シュオ）
演 - 孔少雄
顧海の友人。
周似虎（チョウ・スーフー）
演 - 朱文碩
顧海の友人。虎子（フーズ）の愛称で呼ばれている。
顧洋（グー・ヤン）
演 - 王宇
顧海の従兄。顧威霆の甥。顧海に対してただならぬ執着を見せる。
石慧（シー・フェイ）
演 - 周雨彤
白洛因の元彼女。石慧の海外留学がきっかけで白洛因と別れたが、彼に対して未練がある。
孫警衛（ソン警備兵）
演 - 梁秋毅
顧威霆の部下。軍人。高官である顧威霆の警護やその家族の世話をしている。

## 参考
1. ↑  网絡剧《上瘾》开启二次元“純腐文化”时代, 科学中国
2. ↑  白水社 中国語辞典, Weblio日中中日辞典
3. ↑  青春同性恋題材网剧《上瘾》全网下架, 新京報网
4. ↑  "China's Censors Take Another Gay-Themed Web Drama Offline". blog.wsj.com. Feb. 24, 2016.
5. ↑   "Chinese Censors Have Taken a Popular Gay Drama Offline and Viewers Aren't Happy". time.com. Feb. 25, 2016.
6. ↑   "China takes down gay online drama: report". www.dailymail.co.uk. Feb. 24, 2016.
7. ↑  上瘾网絡剧-官方頻道, YouTube